# Dwyfor
Dwyfor var ett distrikt i grevskapet Gwynedd, i Wales. Detta distrikt hade 27 300 invånare år 1992. Distriktet upprättades den 1 april 1974 genom att borough Pwllheli, stadsdistrikten Criccieth och Porthmadog, landsdistriktet Lleyn slogs ihop med del av landsdistriktet Gwyrfai. Det avskaffades 1 april 1996 och blev en del av Caernarfonshire and Merionethshire.